# Ponerosteus
Ponerosteus byl rod archosaura (vývojově pokročilého plaza), možná dokonce zástupce neptačích dinosaurů. Žil v období počátku svrchní křídy, asi před 95 miliony let (geologický stupeň cenoman).

## Historie

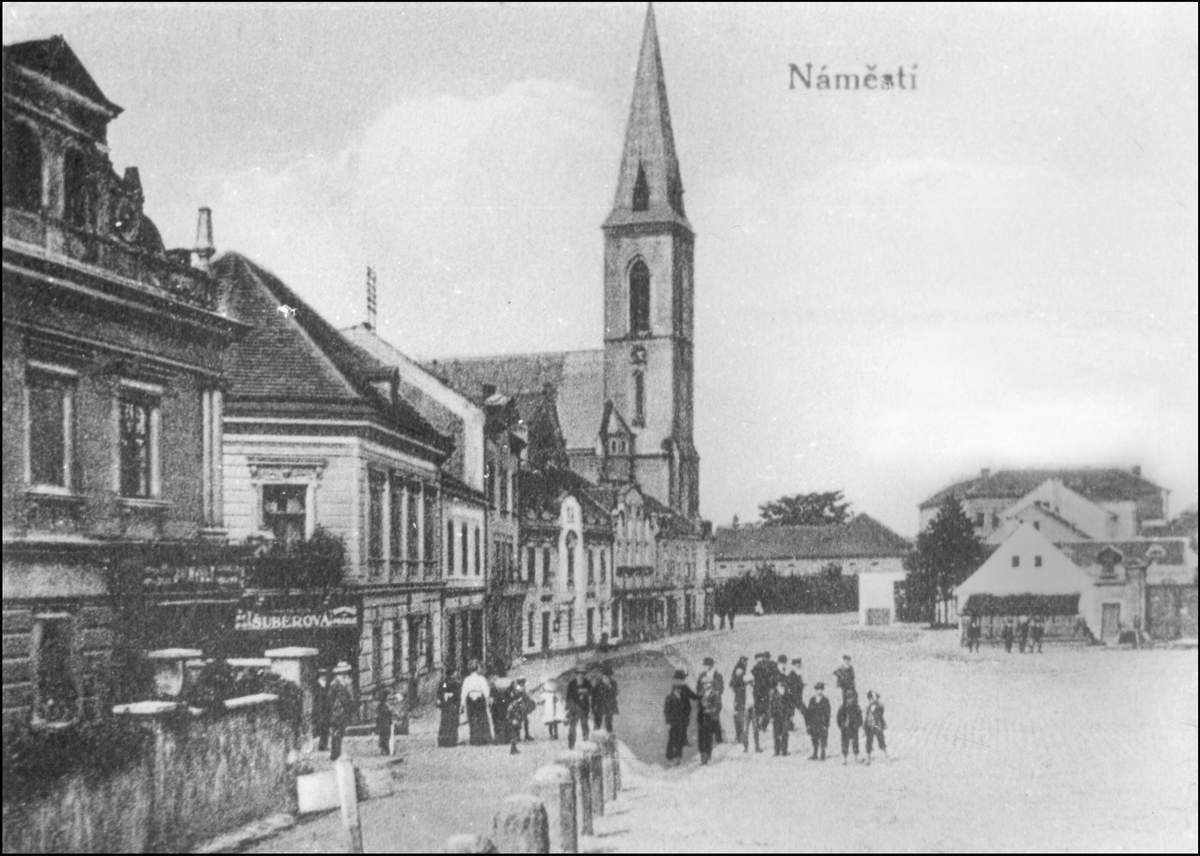
Kralupy nad Vltavou přibližně v době objevu fosilií procerosaura (ponerostea).

Fosilie zmíněného tvora poprvé objevil paleontolog a zoolog Antonín Frič v roce 1878 na území Čech. Domnělého dinosaura popsal pod názvem Iguanodon exogirarum, protože se domníval, že se jedná o zástupce tehdy jednoho z mála dobře známých evropských dinosaurů. Mezi iguanodontidy však Ponerosteus téměř s jistotou nepatřil.
V roce 1905 Frič změnil svůj názor a rodové jméno pozměnil na Procerosaurus. Stalo se tak na popud paleontologa Louise Dolla, který iguanodony dlouhodobě zkoumal a jasně poznal odlišnost "českého" nálezu. Názvu Procerosaurus však už v roce 1902 použil německý paleontolog Friedrich von Huene pro jiného dinosaura, není proto platný. V roce 2000 znovu změnil rodové jméno tohoto křídového plaza americký badatel George Olshevsky, a to na aktuální Ponerosteus ("špatná nebo bezcenná kost", odkaz na stav zachování fosílie). Název platí stále, ale obvykle je považován za nomen dubium. Veškerý fosilní materiál totiž sestává jen z vnitřní části holenní kosti, která mohla a nemusela patřit dinosaurovi. Dokud nebude z tohoto záhadného českého praplaza objeveno více, nebude možné o něm říci nic určitějšího.